# Estados Unidos e o terrorismo de estado
Vários estudiosos acusaram os Estados Unidos de envolvimento em terrorismo de Estado. Eles escreveram sobre o uso do terrorismo de Estado pelos Estados Unidos e outras democracias liberais, particularmente em relação à Guerra Fria. Segundo eles, o terrorismo de Estado é usado para proteger os interesses das elites capitalistas, e os EUA organizaram um sistema neocolonial de estados clientes, cooperando com as elites regionais para governar por meio do terror. Este trabalho provou ser controverso com os principais estudiosos do terrorismo, que se concentram no terrorismo não estatal e no terrorismo de estado das ditaduras.
Tais trabalhos incluem The Political Economy of Human Rights (1979) de Noam Chomsky e Edward S. Herman, The Real Terror Network (1985) de Herman, Western State Terrorism (1991) de Alexander L. George, State Terrorism and the United States (2004) de Frederick Gareau e America's Other War (2005) de Doug Stokes. Destes, Ruth J. Blakeley considera Chomsky e Herman como os principais escritores sobre os Estados Unidos e o terrorismo de Estado.

## Trabalhos notáveis
A partir do final dos anos 1970, Noam Chomsky e Edward S. Herman escreveram uma série de livros sobre o envolvimento dos Estados Unidos com o terrorismo de Estado. Seus escritos coincidiram com relatórios da Anistia Internacional e outras organizações de direitos humanos sobre uma nova "epidemia" global de tortura e assassinato por parte do Estado. Chomsky e Herman argumentaram que o terror estava concentrado na esfera de influência dos EUA nos países em desenvolvimento e documentaram abusos de direitos humanos cometidos por estados clientes dos EUA na América Latina. Eles argumentaram que, dos dez países latino-americanos que tinham esquadrões da morte, todos eram estados clientes dos EUA. Em todo o mundo, eles alegaram que 74% dos regimes que usaram a tortura administrativamente eram estados clientes dos EUA, recebendo apoio militar dos EUA para manter o poder. Eles concluíram que o aumento global do terrorismo de Estado foi resultado da política externa dos EUA.
Chomsky concluiu que todas as potências apoiavam o terrorismo de Estado em estados clientes. No topo estavam os EUA e outras potências, principalmente o Reino Unido e a França, que forneceram apoio financeiro, militar e diplomático aos regimes do Terceiro Mundo mantidos no poder por meio da violência. Esses governos atuaram em conjunto com corporações multinacionais, principalmente nas indústrias de armas e segurança. Além disso, outros países em desenvolvimento fora da esfera de influência ocidental perpetraram o terror de Estado apoiado por potências rivais.
O suposto envolvimento de grandes potências no terrorismo de Estado em países em desenvolvimento levou os estudiosos a estudá-lo como um fenômeno global, em vez de estudar países isoladamente.
Em 1991, um livro editado por Alexander L. George também argumentava que outras potências ocidentais patrocinavam o terror nos países em desenvolvimento. Concluiu que os EUA e seus aliados eram os principais apoiadores do terrorismo em todo o mundo. Gareau afirma que o número de mortes causadas por terrorismo não estatal (3.668 mortes entre 1968 e 1980, conforme estimativa da Agência Central de Inteligência (CIA)) é "diminuído" por aqueles resultantes do terrorismo de Estado em regimes apoiados pelos EUA, como a Guatemala (150.000 mortos, 50.000 desaparecidos durante a Guerra Civil da Guatemala - 93% dos quais Gareau classifica como "vítimas do terrorismo de estado").
Entre outros estudiosos, Ruth J. Blakeley diz que os Estados Unidos e seus aliados patrocinaram e implantaram o terrorismo de Estado em "enorme escala" durante a Guerra Fria. A justificativa dada para isso era conter o comunismo, mas Blakeley afirma que também foi um meio para fortalecer os interesses das elites empresariais dos EUA e promover a expansão do neoliberalismo em todo o Sul Global. Mark Aarons postula que regimes autoritários de direita e ditaduras apoiadas por potências ocidentais cometeram atrocidades e assassinatos em massa que rivalizam com o mundo comunista, citando exemplos como a ocupação indonésia de Timor Leste, os assassinatos em massa indonésios de 1965-66, os "desaparecimentos" na Guatemala durante a guerra civil e os assassinatos e terrorismo de Estado associados à Operação Condor em toda a América do Sul. Em Worse Than War, Daniel Goldhagen argumenta que durante as duas últimas décadas da Guerra Fria, o número de estados clientes americanos praticando assassinato em massa superou os da União Soviética. De acordo com John Henry Coatsworth, historiador com foco na América Latina, o número de vítimas da repressão somente na América Latina ultrapassou em muito o da URSS e seus satélites do Leste Europeu durante o período de 1960 a 1990. J. Patrice McSherry afirma que "centenas de milhares de latino-americanos foram torturados, sequestrados ou mortos por regimes militares de direita como parte da cruzada anticomunista liderada pelos Estados Unidos".